# Georg Zoëga
Georg (Jørgen) Zoëga, född den 20 december 1755 vid Møgeltønder, i västra Sønderjylland, död den 10 februari 1809 i Rom, var en dansk fornforskare och numismatiker, son till en präst av ursprungligen italiensk härkomst. 
Zoëga fick en helt och hållet tysk uppfostran, gick i skola i Altona, var 1773-76 student vid Göttingens universitet, där han särskilt bevistade C. G. Heynes föreläsningar i filologi, samt gjorde 1776 ett kort besök i Italien, särskilt Rom.
1779-80 besökte han åter Göttingen och Rom som mentor för en ung dansk ädling. 1782 skickades han av danska staten till Wien och Rom för att utbildas till numismatiker, men återvände aldrig till Danmark.
1783 blev han katolik, gifte sig med en italiensk målares dotter och stannade i Rom till sin död. Han fick stor hjälp i sina vetenskapliga arbeten av den lärde kardinalen Stefano Borgia, vars rika samlingar stod till hans förfogande, av påven Pius VI samt också något från Danmark.
1798 blev han dansk agent (konsul) i Rom och var som sådan en god hjälpare åt danska vetenskapsmän (Frederik Münter med flera) och konstnärer, som besökte Rom. 
1802 utnämndes Zoëga till professor i Kiel. Han tillträdde aldrig platsen, men fick 1804 rätt att uppbära lönen, trots att han även i fortsättningen var bosatt i Rom. 
Zoëgas vetenskapliga arbeten präglas av grundlig lärdom, samvetsgrann forskning och skarpsinnig kritik. Främst märks arbetet Numi Aegyptii imperatorii (1787). I sitt stora verk De origine et usu obeliscorum (1797, utgivet 1800), som förskaffade Zoëga världsrykte, genomarbetade han allt, vad den föregående litteraturen innehållit om detta ämne, och gav dessutom första uppslaget till tydningen av hieroglyferna. 
Av helt annan art är planschverket om de antika relieferna i Rom, 115 utmärkta planscher med italiensk text, som förklarar bildernas innehåll och de myter, varpå de syftar. 
Efter hans död utkom en förteckning över de koptiska handskrifterna i Borgias samling (Catalogus codicum copticorum, 1810), som blev grundläggande för den koptiska paleografin. Denna liksom de två föregående är skrivna på latin.
Stor betydelse fick Zoëga genom sin ingående kritik av Thorvaldsens tidigaste arbeten, i det han därigenom framdrev denne till förståelse av det klassiskt enkla i bildhuggarkonsten. 
Den tyske arkeologen F. G. Welcker utgav Zoëgas avhandlingar 1817 och hans brev 1819 (två band) samt skrev Zoëgas Leben (två band, 1819).